# Tirtomarto (Cawas)
Tirtomarto is een bestuurslaag in het regentschap Klaten van de provincie Midden-Java, Indonesië. Tirtomarto telt 1922 inwoners (volkstelling 2010).